# Spodoptera infixa
Spodoptera infixa är en fjärilsart som beskrevs av Walker 1862. Spodoptera infixa ingår i släktet Spodoptera och familjen nattflyn. Inga underarter finns listade i Catalogue of Life.